# فناناپذیران ظهور فنیکس
فناناپذیران: ظهور فنیکس (به انگلیسی: Immortals Fenyx Rising) (که با نام اولیه خدایان و هیولاها شناخته می‌شود) یک بازی ویدئویی به سبک اکشن-ماجراجویی است که توسط استودیو یوبی‌سافت کوبک توسعه یافته و به وسیلهٔ یوبی‌سافت منتشر شده‌است. این بازی در تاریخ ۳ دسامبر ۲۰۲۰، برای سکوهای آمازون لونا، مایکروسافت ویندوز، نینتندو سوئیچ، پلی‌استیشن ۴، پلی‌استیشن ۵، استادیا، اکس‌باکس واناکس‌باکس سری اکس و سری اس منتشر شد.

## گیم‌پلی
فناناپذیران ظهور فنیکس یک بازی ویدئویی اکشن-ماجراجویی است که از دیدگاه سوم شخص قابل بازی است. در ابتدای بازی، بازیکنان می‌توانند جنسیت، صدا و ظاهر فنیکس را با استفاده از صندلی زیبایی آفرودیته سفارشی کنند. در هر مرحله از بازی، بازیکنان می‌توانند به صندلی زیبایی برگردند و فنیکس را سفارشی کنند. این بازی در یک دنیای جهان باز و متشکل از هفت منطقه مجزا است که از خدایان یونان الهام گرفته شده. شخصیت اصلی بازی با یک پرنده به نام فسفور همراه است که می‌تواند مکان‌های مورد علاقه را در نقشه شناسایی کند. فنیکس می‌تواند به سرعت از طریق صخره‌نوردی، سوار شدن بر یک اسب و پرواز کردن با استفاده از بال‌های دایدالوس، جهان بازی را بپیماید. دنیای بازی کاملاً از همان ابتدا قابل دسترس خواهد بود. همان‌طور که بازیکنان جهان بازی را جستجو می‌کنند، با شکاف‌هایی روبرو می‌شوند که آن‌ها را به طاق‌های تارتاروس که یک سری از چالش‌های سکویی است منتقل می‌کنند و توانایی‌های مبارزه و پیمایشی فنیکس را به کار می‌گیرند. بازیکنان همچنین می‌توانند اهداف جانبی و پازل‌های اختیاری گوناگونی را تکمیل کنند.
جهان «جزایر طلایی» با دشمنان گوناگونی که از اساطیر یونانی الهام گرفته شده پر است، از مینوتور گرفته تا سیکلوپ‌ها. دو حالت حمله با سلاح در بازی وجود دارد: حملات سبک با یک شمشیر که سریع اما ضعیف هستند و حملات سنگین با یک چکش که با آهسته اما قوی هستند. فنیکس همچنین می‌تواند از تیر و کمان برای شکست دشمنان استفاده کند. بازیکنان باید هنگام نبرد استقامت فنیکس را مدیریت کنند در حالی که با حمله‌های پشت سر هم خسته می‌شوند. با پیشرفت بازیکنان در بازی، آنها می‌توانند توانایی‌های خداگونه قدرتمندی را بدست بیاورند. به عنوان مثال، فنیکس می‌تواند با بازکردن نیزه‌های آرس دشمنان را با ضربه به هوا پرتاب کند. همچنین زره و اسلحه‌ها می‌توانند با جمع کردن منابع کافی برای ساخت در دنیای بازی ارتقا یابند.

## داستان
تایفون پس از گذراندن هزاران سال زندانی بودن در زیر کوهی توسط زئوس موفق به فرار می‌شود و انتقام خود را از خدایان المپیایی می‌گیرد و آن‌ها را از ذات خدا بودنشان جدا می‌کند و قدرت آن‌ها را می‌گیرد. زئوس فرار می‌کند و با پرومتئوس ملاقات می‌کند و از او می‌خواهد در نبرد با تایفون به او کمک کند. در عوض پرومتئوس با زئوس شرط می‌بندد که اگر تایفون بتواند توسط یک انسان فانی شکست بخورد، در این صورت او را از زندانی بودنش آزاد کند. در غیر این صورت، پرومتئوس موافقت می‌کند که به زئوس کمک کند. سپس پرومتئوس از قدرت آینده نگری خود استفاده می‌کند تا داستان فنیکس از آینده را روایت کند.

## بازتاب‌ها
فناناپذیران ظهور فنیکس بر اساس بازبینی جمعی سایت متاکریتیک به‌طور کلی نقدهای مطلوبی دریافت کرد.
| گردآورنده | امتیاز                                            |
| --------- | ------------------------------------------------- |
| متاکریتیک | (NS) 76/100 (PC) 78/100 (PS5) 76/100 (XSX) 82/100 |

| ناشر                     | امتیاز |
| ------------------------ | ------ |
| دستراکتید                | 7/10   |
| ایزی الایز               | 8/10   |
| الکترونیک گیمینگ مانثلی  | [ ۱۱ ] |
| گیم اینفورمر             | 9/10   |
| گیم رولیشن               | 3/5    |
| گیم‌اسپات                 | 7/10   |
| هاردکور گیمر             | 4.5/5  |
| آی‌جی‌ان                   | 7/10   |
| نینتندو لایف             | [ ۱۷ ] |
| نینتندو ورلد ریپورت      | 6/10   |
| پی‌سی گیمر (ایالات متحده) | 72/100 |
| پوش اسکوئر               | [ ۲۰ ] |
| شک‌نیوز                   | 8/10   |
| وی‌جی۲۴۷                  | [ ۲۲ ] |